# 西安科技大学
西安科技大学是一所位于陕西省西安市的高等院校，办学历史可以追溯到1895年成立的北洋大学工学院采矿冶金科，1938年迁并于西北工学院矿冶系，1957年并入西安交通大学，1958年从西安交通大学分出成立独立的西安矿业学院，是当时隶属原煤炭工业部仅有的2所5年制本科院校之一。1998年学校实行“中央与地方共建，以地方管理为主”，划转陕西省。1999年更名为西安科技学院，2003年更名为西安科技大学。

## 历史
该校前身可追溯到1895年成立的北洋大学工学院采矿冶金科。1938年7月，由北洋大学工学院、东北大学工学院、北平大学工学院、私立焦作工学院内迁组成国立西北工学院， 矿冶工程学系是西北工学院历史较长、规模较大的系之一，该系主要由国立北洋大学工学院采矿冶金科和私立焦作工学院采矿冶金科组成。解放后，该系更名“采矿系”。1957 年7月，西北工学院采矿系调整到已由上海迁来西安的交通大学，该系的地质教研组与西安动力学院及西北农学院水文系的水文地质与工程地质教研组合并组建了交通大学地质系。1958年9月，以西安交通大学采矿系、地质系及基础课部部分师资与设备等为基础成立了西安矿业学院，隶属于煤炭工业部，原中国科学院院长郭沫若题写了校名，与中国矿业大学（原北京矿业学院）是当时煤炭系统仅有的两所5年制本科高校。该校划转陕西省，1999年6月更名为“西安科技学院”， 2003年4月更名为“西安科技大学”。

## 现状
目前西安科技大学一共有两个校区。其一为老校区，坐落在西安市雁塔路北段58号。另一个校区为新修建的临潼校区，其中，临潼校区又分为骊山和秦汉两个校园。该校目前正将注意力逐渐的集中到新校区去。之前实行的政策是本科生与研一的学生在新校区上课。其余年级在西安的校本部上学。从2012届开始，本科生在临潼校区，研究生在雁塔校区。学校占地面积121.52万平方米，分雁塔和临潼两个校区。设有19个学院（部）。全日制在校博、硕士研究生及本科生2.3万余人。现在研究生在雁塔校区，本科生在临潼校区上课。

## 学生团体
该校主要有以下校级学生团体：共青团西安科技大学委员会，西安科技大学学生联合会，西安科技大学学生社团联合会，“胡杨青年”志愿者队，西安科技大学广播台，西安科技大学大学生艺术团，西安科技大学礼宾队。
实验室：
西安科技大学科技创新实验室

## 外部资源
- 西安科技大学官方网站 （页面存档备份，存于）
- 西科人BBS 独立私人论坛